# Ourches
Ourches é uma comuna francesa na região administrativa de Auvérnia-Ródano-Alpes, no departamento de Drôme. Estende-se por uma área de 9,23 km². Em 2010 a comuna tinha 268 habitantes (densidade: 29 hab./km²).